# Tanghin (Boulsa)
Pour les articles homonymes, voir Tanghin.
Tanghin est une localité située dans le département de Boulsa de la province du Namentenga dans la région Centre-Nord au Burkina Faso. 

## Géographie
Tanghin est administrativement rattaché à Titinga.

## Éducation et santé
Le centre de soins le plus proche de Tanghin est le centre de médical avec antenne chirurgicale (CMA) de la province à Boulsa.
L'école primaire publique se trouve à Titinga.